# Autigny-la-Tour
Autigny-la-Tour é uma comuna francesa na região administrativa do Grande Leste, no departamento de Vosges. Estende-se por uma área de 15.86 km², e possui 154 habitantes, segundo o censo de 2018, com uma densidade de 9.7 hab/km².